# Michel Villey
Michel Villey (Caen, 4 aprile 1914 – Bois-le-Roi, 24 luglio 1988) è stato un filosofo e storico francese specializzato nella filosofia del diritto.
Fu professore all'università di Strasburgo e successivamente all'università di Parigi. Fu nipote del filosofo Émile Boutroux. L'Institut Michel-Villey è chiamato così in suo onore.

## Pubblicazioni
- (FR)  Le droit et les droits de l'homme (PUF, Parigi 1983).